# Maxillariella mexicana
Maxillariella mexicana là một loài thực vật có hoa trong họ Lan. Loài này được (J.T.Atwood) M.A.Blanco & Carnevali mô tả khoa học đầu tiên năm 2007.